# Amphiprion leucokranos
Amphiprion leucokranos és una espècie de peix de la família dels pomacèntrids i de l'ordre dels perciformes.

## Morfologia
- Els mascles poden assolir 9 cm de llargària total.[3][4]

## Hàbitat
Viu en zones de clima tropical (1°S-25°S), associat als esculls de corall, a 2-12 m de fondària i en simbiosi amb les anemones Heteractis crispa, Heteractis magnifica i Stichodactyla mertensii.

## Distribució geogràfica
Es troba a l'oest del Pacífic central: Papua Nova Guinea, Nova Bretanya i Salomó.

## Observacions
Es pot criar en captivitat.